# Arbeiterbewegung (Schweden)
Die Arbeiterbewegung ist eine der drei großen schwedischen Volksbewegungen des 19. Jahrhunderts. 

## Voraussetzungen
Die Arbeiterbewegung entstand als Reaktion auf die neuen sozialen Verhältnisse im Gefolge der Industrialisierung. Auch wenn Schweden nie das Elend englischer Industriestädte erlebte, war die Situation der Arbeiter schwer. Der Arbeitstag umfasste in der Regel zwischen 10 und 12 Arbeitsstunden. Frauen- und Kinderarbeit war weitverbreitet und die Zahl der Arbeitsunfälle war etwa doppelt so hoch wie in der Landwirtschaft. Die Löhne lagen oft auf oder unter dem Existenzminimum.
Es gab beträchtliche Unterschiede zwischen verschiedenen Arbeitergruppen. Die besten Bedingungen gab es bei den Hütten- und Eisenwerken. Sie bezahlten Kranken halben Lohn und alten Arbeitern Renten. Kinderreiche Familien wurden unterstützt und einige Unternehmen bauten auch Arbeiterwohnungen. Ein großer Teil des Lohnes wurde allerdings in Naturalien ausbezahlt, was sich bis zur Jahrhundertwende hielt. Am schlechtesten hatten es die Sägewerk- und Waldarbeiter sowie die Fabrikarbeiter in den Städten.

## Vorläufer
Die ersten Initiativen kamen aus intellektuellen und kleinbürgerlichen Bereichen. Man organisierte Bildungszirkel und Arbeitervereine nach deutschem Vorbild, in denen aber die Arbeiter in der Minderheit waren. Ideologisch waren diese Initiativen von einem religiös geprägten Humanismus geprägt, der – wenn überhaupt eine politische Stellungnahme vorkam – in eine liberale Richtung ging. 
Von größerer Bedeutung für die Entstehung der schwedischen Arbeiterbewegung waren die Selbsthilfeorganisationen, die in den 1850er und 1860er Jahren gebildet wurden. An verschiedenen Orten entstanden Krankenkassen, die sich später in einer landesweiten Krankenkassenbewegung zusammenschlossen. 1910 waren etwa 13 % der erwachsenen Bevölkerung in diesen Krankenkassen versichert. Eine zweite Selbsthilfeorganisation waren die nach britischem Vorbild gebildeten Konsumgenossenschaften, die sich 1899 im Kooperativen Verband Kooperativa Förbundet (KF) zusammenschlossen. Das Ziel war, Monopoltendenzen im Handel zu bekämpfen und dadurch den Arbeitern billigere Waren anbieten zu können. Der Kampf war zeitweise hart und konnte erst gewonnen werden, als die Konsumgenossenschaft begann, selbst wichtige Waren zu produzieren, um die Versorgung der eigenen Läden sicherzustellen.

## Die Arbeiterbewegung
Der Durchbruch für die Arbeiterbewegung kam in den 1880er Jahren, als eine Welle von Streiks in Norrland aufgrund starker Lohnsenkungen ausbrach. Der bis dahin größte Streik mit ungefähr 5.000 Streikenden brach 1879 in Sundsvall aus, worauf die Behörden das Streiklager von Militär umringen ließen und die Streikenden zwangen, an ihre Arbeitsplätze zurückzukehren. Als Folge der verlorenen Streiks entstand eine Gewerkschaftsbewegung. Die lokalen Gewerkschaftsvereine gingen Ende der 1880er Jahre in landesweiten Gewerkschaftsverbänden zusammen, die schließlich 1898 eine Dachorganisation, die Landesorganisation Landsorganisationen (LO) bildeten. 
Die Sozialdemokratie kam 1881 mit dem schonischen Schneidermeister August Palm nach Schweden, der die sozialdemokratischen Ideen in Versammlungen in Malmö und Stockholm vorstellte. Aber erst 1889 wurde Schwedens Sozialdemokratische Arbeiterpartei gebildet und am 1. Mai 1890 wurde die erste Maidemonstration mit der Forderung nach einem Achtstunden-Arbeitstag durchgeführt. 
Die Zusammenarbeit zwischen der gewerkschaftlichen und der politischen Arbeiterbewegung war fortan sehr eng und die Entwicklung der beiden Zweige der schwedischen Arbeiterbewegung war im Großen und Ganzen dieselbe. Den ersten Höhepunkt erreichten sie um das Jahr 1907, als die Gewerkschaft 186.000 Mitglieder und die Sozialdemokratische Partei 113.000 Mitglieder zählte. 
1917 kam es innerhalb der schwedischen Arbeiterbewegung zu einer Spaltung. Ein kleinerer, radikalerer Teil schloss sich dem Kommunismus an und bildete Schwedens Sozialdemokratische Linkspartei (Sverges socialdemokratiska vänsterparti), aus der 1921 Schwedens Kommunistische Partei (Sverges kommunistiska parti) hervorging.
Zur weiteren Geschichte siehe:
- Sveriges socialdemokratiska arbetareparti
- Vänsterpartiet
- Schwedische Gewerkschaften